# Arnaldo Ribeiro (jornalista)
Arnaldo Junqueira de Souza Ribeiro (São Paulo, 11 de setembro de 1971) é um jornalista esportivo e escritor brasileiro que trabalha na TV Cultura, no podcast "Posse de Bola", do portal UOL, e no programa G4, do canal BandSports.

## Carreira
Formado pela Pontifícia Universidade Católica de São Paulo (PUC-SP), começou sua carreira em 1992, no extinto jornal Notícias Populares. Dois anos depois foi para a Folha de S.Paulo, onde passou a fazer a cobertura da Seleção Brasileira a partir de 1996.
Foi contratado pelo Estadão em 1998 e cobriu para o jornal a Copa do Mundo daquele ano. Deixou o Estadão em 2000 para trabalhar na revista Placar, onde foi repórter e redator-chefe, tendo coberto a Copa do Mundo de 2002 e as Olimpíadas de 2008. Pouco depois de entrar para a revista, foi designado para treinar por uma semana com o Rio Branco, de Paranaguá, para fazer uma matéria, que seria destacada entre as grandes reportagens da história da revista na edição especial de 35 anos.
Em 2005, passou a fazer parte da equipe do canal de TV por assinatura ESPN Brasil. Lá começou comentando partidas do Campeonato Argentino, e depois assumiu posto nos programas diários Bate-Bola e SportsCenter (ao lado de André Kfouri). Em agosto de 2019, deixou a ESPN Brasil e, em outubro, acertou sua ida para o SporTV.
Arnaldo foi finalista na categoria "Jornalista de Esportes – Mídia Impressa" do Prêmio Comunique-se de 2008.
Em 2009, publicou o livro Os Dez Mais do São Paulo, pela Maquinaria Editora.
Em 30 de setembro de 2019, estreou no podcast semanal Posse de Bola, do UOL Esporte, com Eduardo Tironi, Juca Kfouri e Mauro Cezar Pereira. Em outubro desse mesmo ano, ao lado do amigo jornalista Eduardo Tironi, criou no YouTube o canal Arnaldo e Tironi.
Em julho de 2020, passou a fazer parte do programa Revista do Esporte, da TV Cultura.
Em agosto de 2021, teve anunciado seu afastamento do SporTV, após afirmar em seu canal do YouTube que a "Central do Apito" (quadro de análise de arbitragem durante as transmissões de jogos do Grupo Globo) teria interferência direta nas decisões de campo por meio do VAR.

### Prêmios
| Ano  | Prêmio                                                                     | Categoria           | Resultado | Ref.   |
| ---- | -------------------------------------------------------------------------- | ------------------- | --------- | ------ |
| 1998 | Troféu ACEESP (Associação dos Cronistas Esportivos do Estado de São Paulo) | Revelação de Jornal | Venceu    | [ 11 ] |